# Нарваэс, Хосе Мария
Хосе Мария Нарваэс (исп. José María Narváez, 1768 — 4 августа 1840) — испанский и мексиканский мореплаватель.

## Биография
Родился в Кадисе, окончил военно-морскую академию, с 1784 году был приписан к Гаване. После трёх лет службы на Карибах был в ноябре 1787 года повышен в звании до шкипера второго класса и переведён в Сан-Блас (вице-королевство Новая Испания).
В марте 1788 года для изучения русской активности на северо-западе Америки из Сан-Бласа отправилась очередная экспедиция: главой экспедиции был шедший на «Princesa» Эстебан Хосе Мартинес-Фернандес-и-Мартинес-де-ла-Сьерра, а на «San Carlos» шёл Гонсало Лопес де Аро, штурманом у которого был Хосе Мария Нарваэс. В мае корабли прибыли в пролив Принца Вильгельма, и в поисках русских торговцев мехами отправились на запад. В июне Аро прибыл на остров Кадьяк, где узнал от аборигенов о находящемся неподалёку русском поселении.
30 июня 1788 года Аро отправил Нарваэса на шлюпке на поиски русского поселения в бухту Трёх Святителей. Нарваэс нашёл поселение, став первым испанцем, вошедшим в контакт с большой группой русских на Аляске. Нарваэс взял русского управляющего Евстратия Деларова на борт «Сан-Карлоса», где у того состоялся длительный разговор с Аро. Деларов сообщил Аро, что у русских было семь форпостов на побережье между Уналашка и проливом Принца Вильяма и русские шлюпы торгуют на юге вдоль побережья, вплоть до залива Нутка.
После этой встречи Аро отплыл на восток, и у острова Ситкинак встретился с Мартинесом. Экспедиция отправилась к острову Уналашка, на котором, по информации Деларова, располагалось одноимённое крупное русское поселение. Мартинес Фернандес прибыл к Уналашке 29 июля, а Аро — 4 августа; русский глава поселения Потап Зайков дал Мартинесу три карты Алеутских островов и сообщил, что вскоре должны прибыть крупные русские корабли (очевидно, имея в виду экспедицию Биллингса). Уналашка стала крайней западной точкой испанских экспедиций в регионе.
18 августа испанцы покинули Уналашку и отправились обратно в Калифорнии. Из-за ссоры между командующими корабли отправились разными маршрутами; Мартинес Фернандес позволил это, приказав Аро вновь присоединиться к нему в Монтерее. Однако во время пути на юг Аро при поддержке Нарваэса и прочих штурманов объявил, что корабль более не подчиняется Мартинесу Фернандесу, и направился в Сан-Блас самостоятельно, прибыв 22 октября. Мартинес Фернандес провёл месяц в Монтерее, ожидая Аро, и прибыл в Сан-Блас в декабре, где ему были предъявлены обвинения в безответственном командовании, однако вскоре вновь оказался в фаворе.
После возвращения из экспедиции в 1788 году Мартинес Фернандес и Аро получили приказ обеспечить владение заливом Нутка до того, как это сделают Россия или Великобритания. Летом 1789 года Мартинес Фернандес отправил Нарваэса на захваченном у британских нарушителей судне «Northwest America», переименованном в «Santa Gertrudis la Magna», исследовать пролив Хуан-де-Фука. Нарваэс обнаружил, что пролив является достаточно перспективным для дальнейшего изучения. 27 июля Мартинес Фернандес отправил Аро и Нарваэса на «San Carlos» и «Princess Real» назад в Сан-Блас, куда они прибыли в августе.
В 1790 году испанцы отправили в залив Нутка экспедицию из трёх кораблей: «Concepción» под командованием Франсиско де Элисы (командир экспедиции), «Princesa Real» под командованием Мануэля Кимпера, и «San Carlos» под командованием Сальвадора Фидальго; корабли вышли из Сан-Бласа 3 февраля. В апреле к ним присоединилось ещё два фрегата: «Princesa» под командованием Хасинто Кааманьо (его штурманом был Нарваэс) и «Aranzazu» под командованием Хуана Баутисты Матуте. Из Нутки Фидальго отправился на Аляску, а Кимпер отправился исследовать пролив Хуан де Фука; эти корабли не смогли вернуться в Нутку, и были вынуждены следовать в Сан-Блас. Кааманьо с Нарваэсом оставались под командованием Элисы в Нутке.

В 1791 году Франсиско де Элиса получил приказ продолжить исследование пролива Хуан-де-Фука. Экспедиция вышла на двух кораблях: Элиса — на «San Carlos» (штурман — Пантоха), а Нарваэс — на «Santa Saturnina» (штурман — Карраско). Во время экспедиции был открыт пролив Джорджии, быстрое исследование которого выполнил Нарваэс. Затем Нарваэс перешёл на борт «San Carlos» и вместе с Элисой вернулся в Нутку, а Карраско не смог этого сделать, и вместо этого отправился на юг в Монтерей и Сан-Блас.
В 1810 году началась война за независимость Мексики. Нарваэс прибыл в Сан-Блас 1 ноября на фрегате «Activo». В конце ноября повстанцы взяли Тепик и начали наступление на слабо защищённый Сан-Блас. Командующий Лавайен приказал Нарваэсу вооружить фрегат на случай боевых действий, и взять на борт припасы на случай отступления. Так как в распоряжении испанских лоялистов было всего несколько сот человек (горожане симпатизировали повстанцам), то когда многотысячные повстанческие войска окружили Сан-Блас, Лавайен и его офицеры приняли предложение о капитуляции.
Однако месяц спустя повстанцы потерпели поражение под Гвадалахарой, и роялисты вернули контроль над Тепиком и Сан-Бласом. В феврале 1811 года Лавайен, Нарваэс и девять других офицеров предстали перед военным трибуналом по обвинению в сдаче Сан-Бласа; все были признаны виновными в предательстве, но очистились от большинства обвинений и были оставлены на службе.
В 1813—1814 годах Нарваэс принял участие в походе на Филиппины, в 1815 году принял участие в блокаде базы повстанцев на острове Мескала в озере Чапала. В 1817—1818 годах участвовал в картографировании провинции Халиско.
В 1821 году была образована независимая Мексика. Нарваэс решил остаться с семьёй в Гвадалахаре, и ушёл в отставку из испанского королевского флота. После создания мексиканского флота Нарваэс получил звание «лейтенант фрегата» (teniente de fragata), и в 1822 году получил под командование «San Carlos». После свержения Итурбиде и прихода к власти Санта-Анны Нарваэс стал комендантом военно-морской базы в Сан-Бласе. В 1824—1825 году занимался картографированием тихоокеанского побережья Мексики. В апреле 1825 года получил звание «капитан фрегата» (capitán de fragata). В 1826 году стал одним из основателей Института науки, литературы и искусства в Мехико.
В 1827 году из-за отсутствия средств Сан-Бласский департамент был расформирован, но Нарваэс продолжал службу в мексиканском флоте в различных должностях. В 1831 году ушёл в отставку. На пенсии он продолжал заниматься картографированием; в частности, именно он составил первую официальную карту штата Халиско.